# Ассар, Жан-Жиль
Жан-Жиль Ассар (фр. Jean-Gilles Assard; род. 2 ноября 1958, Куру) — французский футболист, нападающий.

## Биография
Жан-Жиль Ассар родился 2 ноября 1958 года в городе Куру во Французской Гвиане.
Учился в школе Жиро в Сен-Мор-де-Фоссе (1970—1974) и лицее Сент-Экзюпери в Кретее (1974—1977).
Играл в футбол на позиции нападающего. В 1978—1981 годах выступал за «Париж». В сезоне-1979/80 провёл 1 матч в первом дивизионе чемпионата Франции. В двух последующих сезонах провёл по 2 матча во втором дивизионе, однако в основном выступал за дубль «Парижа», сыграв 51 матч и забив 16 мячей.
В сезоне-1981/82 выступал в третьем дивизионе за парижский «Ред Стар», провёл 24 матча, забил 8 мячей.
В сезоне-1988/89 играл во Французской Гвиане за «Жельдар» из Куру.
Занимался предпринимательством в сфере аренды жилья. Работает телекорреспондентом канала France Télévision Guyane, где специализируется на темах космоса и спорта.